# S/PDIF
Интерфейсът S/PDIF (Sony Philips Digital Interface) пренася аудио-сигналите в цифров вид между различни устройства без загуби. Функционира оптично през светлинен проводник, наричан още Toslink, или с електричество през чинч кабел.

## Външни Препратки
- www.epanorama.net